# Youri Roubinski
Youri Ilitch Roubinski, né le 26 décembre 1930 à Kiev (République socialiste soviétique d'Ukraine), est un politologue, diplomate et historien russe, spécialiste de l'histoire et de la politique françaises. Il a reçu le prix Guizot de l'Académie française en 1997 pour son ouvrage La Russie à Paris (éditions du Mécène).

## Carrière

### Chercheur
Roubinski termine en 1953 avec les félicitations l'institut d'État des relations internationales de Moscou et y enseigne à partir de 1956 à la chaire d'histoire des relations internationales. Il est docteur en sciences historiques en 1969 pour sa thèse Les Partis politiques en France sous la IIIe république.
Il collabore de 1956 à 1977 et de 1986 à 1987 à l'institut de recherches d'économie mondiale et de relations internationales de l'académie des sciences d'URSS dans le département français et des pays du sud européen. C'est le seul spécialiste d'URSS à avoir prédit le départ du général de Gaulle un an après les événements de mai 1968 et à avoir prédit l'arrivée des socialistes au pouvoir en 1981.
Roubinski est professeur et "dozent" à l'institut des sciences sociales jusqu'en 1977. En qualité de professeur associé, il donne des cours aux universités de Paris, Aix-en-Provence, Tours, à l'institut d'études politiques de Strasbourg, à l'institut des relations internationales de Paris. Il prend part également à des séminaires et donne des leçons aux États-Unis, en Grande-Bretagne, en Italie, en Suisse, au Portugal, en Algérie, en Tunisie, au Maroc, au Mali et divers pays francophones d'Afrique, ainsi qu'au Pakistan.
En 1997, il est nommé à la tête du département français de l'institut de recherches européennes de l'académie des sciences de Russie. En 2002, il est nommé professeur à la chaire de politique mondiale à la faculté d'économie mondiale et à l'école des hautes études en sciences économiques de Moscou.

### Diplomate
Roubinski travaille de 1978 à 1985 et de 1987 à 1997 au ministère des Affaires étrangères d'URSS, puis de Russie, en qualité de conseiller, puis de premier conseiller à l'ambassade de Russie à Paris. Il possède le rang de conseiller de première classe.
En 2000-2001, il est conseiller à la Douma du vice-président sur les questions européennes.

## Œuvres
- La Cinquième république (1964)
- Derrière les colonnes du Palais Bourbon (1967)
- La France, Moscou, 1973
- Les Français chez eux (1989)
- Les Russes en France (1997) (Prix Guizot)
- La France et la Russie à la recherche d'un monde multipolaire (1999)
- Lionel J..ospin (1999)
- Les Débris de l'empire (2001)
- L'Idée nationale dans la culture politique française (2004)
- La France à la recherche d'une nouvelle voie (2007)
- France: le temps de Sarkozy (2011)

Préface
- La nouvelle Europe Paris-Berlin-Moscou de Marc Rousset.

## Distinctions
- Chevalier de la Légion d'honneur
- Commandeur de l'Ordre des Palmes académiques

## Source
- (ru) Cet article est partiellement ou en totalité issu de l’article de Wikipédia en russe intitulé « Рубинский, Юрий Ильич » (voir la liste des auteurs).